# Opposition (Politik)
Opposition (lateinisch oppositio ‚Entgegensetzung‘) steht in der Politik für eine Auffassung, die im Gegensatz zu programmatischen Zielvorstellungen einer politischen Bewegung, zu Denk- und Handlungsweisen von Autoritäten, zu einer herrschenden Meinung oder zu einer Politik der Regierung steht. In einer figurativ gesteigerten Form wird von Fundamentalopposition gesprochen, wenn eine grundsätzliche Gegenposition gemeint, die sich auch für Kompromisse unzugänglich zeigt. 
In der Geschichts- und Politikwissenschaft steht Opposition allgemein für politische Kräfte und organisierte Personengruppen in neuzeitlichen, westlichen Staatensystemen, die gegen die politischen Machthaber agieren. Ziel des oppositionellen Verhaltens kann der Wunsch nach (stärkerer) Berücksichtigung der eigenen Interessen oder (im Extremfall) auch die politische Machtübernahme sein. Im letzteren Fall kann sich die politische Einstellung der oppositionellen Akteure gegen ein politisches System als Ganzes richten, indem dieses prinzipiell nicht anerkannt wird (Fundamentalopposition). Oder die Opposition tritt als systemimmanente und legale Opposition in Erscheinung, indem sie in einem Parlament als Gegenspielerin der Regierung agiert (parlamentarische Opposition). In diesem Fall bekennen sich sowohl die Opposition als auch die Regierung zu den gleichen Verfassungsgrundsätzen. Opposition bezeichnet so eine verfassungsrechtlich anerkannte Zusammenarbeit der in parlamentarischen Gruppen zusammengefassten Mitglieder eines Parlaments. Die Opposition ist weder Teil der Regierung noch übernimmt sie die Funktion der Unterstützung der Regierungsarbeit.
Unterschieden wird ferner zwischen kompetitiver und kooperativer Opposition, wobei in der politischen Praxis vor allem Mischformen auftreten. Eine kompetitive Opposition versucht vor allem, sich von der Regierung abzugrenzen und deren Fehler aufzuzeigen, um sich für die nächsten Wahlen zu positionieren und als bessere Alternative darzustellen. Eine kooperative Opposition versucht ihre Vorstellungen in den aktuellen Gesetzesvorhaben der Regierung unterzubringen, dazu muss sie darauf verzichten, die Regierung zu stark zu kritisieren.
In Staaten ohne demokratisch gewähltes Parlament und ohne frei organisierte Parteien äußert sich die Opposition häufig im Bereich der Kunst (Schriftsteller, Theater), der Kirche oder zum Beispiel innerhalb von Umweltschutzgruppen. Im Extremfall bleibt nur die Möglichkeit illegaler Untergrundarbeit und des Widerstandes.

## Geschichte
In England galt die Opposition schon im 18. Jahrhundert als große Erfindung des parlamentarischen Systems. Als Möglichkeit zur Einflussnahme, trotz Regierungslosigkeit, wurde sie schon zu diesem Zeitpunkt als wichtiger Bestandteil zur Repräsentation im parlamentarischen System angesehen. In Deutschland dagegen wurde die Opposition noch lange lediglich mit bloßer Verneinung gleichgesetzt, der keine erweiterte Rolle zukam. Nach Gründung der Bundesrepublik Deutschland wandelte sich dieses Verständnis allerdings, was in einem Urteil des Bundesverfassungsgerichts 1952 zum Ausdruck kommt, in welchem das „Recht auf verfassungsmäßige Bildung und Ausübung einer Opposition“ zu den „grundlegenden Prinzipien der freiheitlichen und demokratischen Grundordnung“ gezählt wird.

## Aufgabe der Opposition
In der parlamentarischen Demokratie obliegt die Exekutive, die Staatsgewalt, zu einem gewissen Grad der Kontrolle durch das Parlament. Den oppositionellen Fraktionen kommt im Rahmen dieser parlamentarischen Kontrolle eine besondere Bedeutung zu, da sie in kritischer Distanz zur Exekutive stehen, im Unterschied zu den Regierungsparteien. Der Gegenüberstellung von Parlament und Regierung entspricht in der Verfassungswirklichkeit eher der Gegensatz von Opposition und Regierung.
Im Deutschen Bundestag stellt die größte Oppositionsfraktion gemäß einem parlamentarischen Brauch den Vorsitz des Haushaltsausschusses. Der Fraktionsvorsitzende der größten Oppositionsfraktion wird auch als Oppositionsführer bezeichnet.